# Gschaid (Triftern)
Gschaid ist ein Ortsteil des Marktes Triftern im niederbayerischen Landkreis Rottal-Inn.

## Lage
Der Weiler Gschaid liegt im Isar-Inn-Hügelland etwa drei Kilometer südöstlich von Triftern.

## Geschichte
Der Ortsname ist als Schaid in einer Urkunde aus ca. 1320 ersturkundlich genannt. Im 16. und 17. Jh. tauchen auch die Nachnamen Gschaidtner und Gschaidtmayr auf. Der Name geht auf mittelhochdeutsch scheide (‚Grenze, Trennung‘) zurück und bezeichnet die Ortslage auf einem Hügelrücken zwischen dem Tal des Pelkringer Baches und dem Tal des Auerbaches/Hitzlinger Baches.
Gschaid gehörte zur Obmannschaft Triftern und unterstand dem Pfleggericht Reichenberg. Nach der Gemeindebildung wurde es ein Ortsteil der Gemeinde Wiesing, die zum Bezirksamt Pfarrkirchen und nach der Umbenennung in Landkreise 1939 zum Landkreis Pfarrkirchen gehörte. Mit der Eingliederung der Gemeinde Wiesing in den Markt Triftern am 1. Januar 1971 kam auch Gschaid zu Triftern.

## Sehenswürdigkeiten
- Filialkirche Hl. Theresia vom Kinde Jesu. Das neubarocke Bauwerk wurde 1928 als Schulkirche errichtet. Der Altar enthält ein Gemälde des Priesters und Malers Dr. Johannes Kappel.

## Vereine
- Bienenzuchtverein Gschaid e. V. Er besteht seit 1911.
- Bräuhausstopsler Gschaid
- KLJB Gschaid. Sie wurde 1949 gegründet.
- Steinbergschützen Gschaid e. V. Der Schützenverein wurde am 12. Januar 1966 beim Eder-Bräu in Gschaid gegründet.